# امتیاز شهر

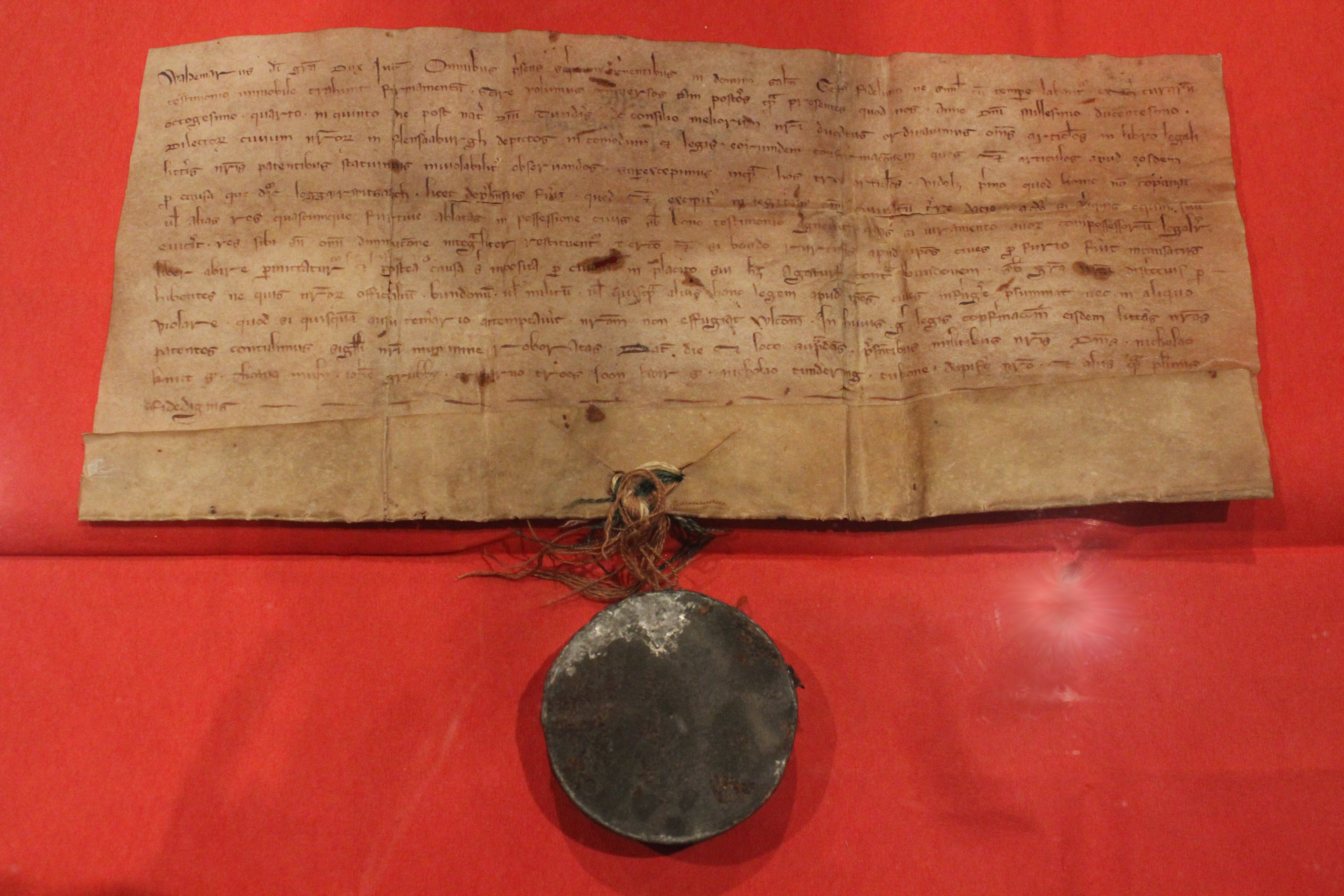
نگاره‌ای از منشور (قانون) شامل امتیاز شهر برای فلنسبورگ در سال ۱۲۸۴ میلادی

امتیاز شهر (به آلمانی: Stadtrecht) از ویژگی‌های مهم شهرهای اروپا در طول هزاره دوم میلادی بود و در اصل منشور (قانون) ای بود که توسط حاکم قلمرو ای به ساکنان بخشی از آن قلمرو داده می‌شد و به آنها اجازه داشتن شهری در آن بخش از قلمرو را اعطا می‌نمود. به طور معمول طی این  امتیاز نامه مردم آن شهر اجازه تجارت (داشتن بازار، ذخیره محصولات، و غیره) و استقرار صنف را دارا بودند. برخی از این شهرها حتی می‌توانستند دارای حاکمی جدا نیز باشند.